# Ciclismo ai Giochi della I Olimpiade - Velocità
La gara di velocità o dei 2000 metri su pista dei Giochi della I Olimpiade fu uno dei cinque eventi sportivi, riguardanti il ciclismo dei primi Giochi olimpici moderni, tenutosi ad Atene, in Grecia, l'11 aprile 1896.

## La gara
L'evento si svolse nel velodromo Neo Phaliron; era molto freddo quel giorno. Parteciparono quattro ciclisti alla competizione, provenienti da tre nazioni. Consisteva nel percorrere 2 kilometri, o sei giri di pista. Si disputò solo la finale, senza batterie eliminatorie.
La gara fu molto lenta fin dall'inizio. Il tedesco Joseph Rosemeyer ebbe dei problemi meccanici durante la gara e si ritirò dalla competizione prima di arrivare al traguardo. I ciclisti francesi si classificarono al 1º e 3º posto, mentre il greco Nikolopoulos si piazzò secondo.

## Risultati
| Piazz. | Nazione  | Atleta                | Tempo       |
| ------ | -------- | --------------------- | ----------- |
|        | Francia  | Paul Masson           | 4'58"2      |
|        | Grecia   | Stamatīs Nikolopoulos | 5'00"2      |
|        | Francia  | Léon Flameng          | Sconosciuto |
| 4      | Germania | Joseph Rosemeyer      | Ritirato    |